# Павловское (Калининский район)
Павловское — деревня в Калининском районе Тверской области. Относится к Черногубовскому сельскому поселению.
Расположена в 11 км к северу от Твери, на правом берегу реки Тверцы. В 3 км к востоку от деревни Черногубово.
В 1997 году — 17 хозяйств, 23 жителя. В 2002 году — 18 жителей.